# Tenis en Perú

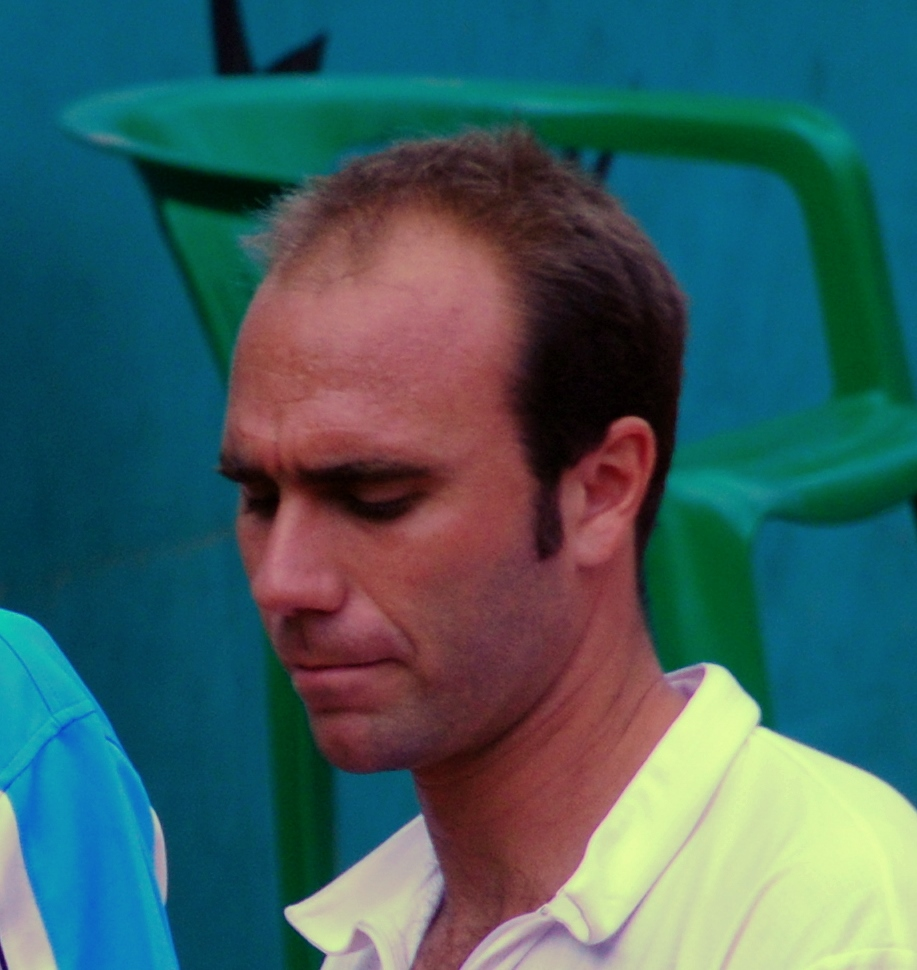
Luis Horna ganador de 2 títulos ATP y clasificado No. 33 en 2004. Ha sido la principal figura del tenis peruano en el.

La organización del tenis en Perú está a cargo de la Federación Deportiva Peruana de Tenis, fundada en 1930. Predominan las canchas con superficie de arcilla de polvo de ladrillo y su principal torneo es el Challenger de Lima. En la era aficionada destacó Alex Olmedo (#2) y en la era profesional, Jaime Yzaga (#18), Laura Arraya (#14), Pablo Arraya (#29) y Luis Horna (#33).
A nivel de representación nacional el Equipo de Copa Davis de Perú llegó a octavos de final en 2008.

## Clasificación histórica

### Individual masculino
Lista con tenistas peruanos que han estado entre los primeros 200 lugares de la clasificación ATP.
| Tenista             | Mejor puesto | Fecha                 | Títulos ATP |
| ------------------- | ------------ | --------------------- | ----------- |
| Jaime Yzaga         | 18.°         | 30 de octubre de 1989 | 8           |
| Pablo Arraya        | 29.°         | 13 de agosto de 1984  | 1           |
| Luis Horna          | 33.°         | 30 de agosto de 2004  | 2           |
| Juan Pablo Varillas | 60.°         | 26 de junio de 2023   | 0           |
| Carlos di Laura     | 92.°         | 12 de mayo de 1986    | 0           |
| Iván Miranda        | 104.°        | 14 de julio de 2003   | 0           |
| Alejandro Aramburú  | 141.°        | 7 de agosto de 1989   | 0           |
| Ignacio Buse        | 152.°        | 9 de junio de 2025    | 0           |
| José Luis Noriega   | 161.°        | 22 de agosto de 1994  | 0           |
| Fernando Maynetto   | 175.°        | 3 de enero de 1979    | 0           |

- En negrita tenistas en actividad.

## Clasificación actual

### Clasificación femenina
| # PER | # WTA | Tenista              | Edad    | Puntos | Cambio      |
| ----- | ----- | -------------------- | ------- | ------ | ----------- |
| 1     | 635   | Romina Ccuno         | 22 años | 49     | 31          |
| 2     | 832   | Anastasia Iamachkine | 24 años | 24     | Sin cambios |

| # PER | # WTA | Tenista                | Edad    | Puntos | Cambio |
| ----- | ----- | ---------------------- | ------- | ------ | ------ |
| 1     | 465   | Romina Ccuno           | 22 años | 132    | 108    |
| 2     | 751   | Anastasia Iamachkine   | 24 años | 47     | 3      |
| 3     | 1307  | Lucciana Pérez Alarcón | 19 años | 10     | 2      |

| # PER | # ITF | Tenista              | Edad    | Puntos | Cambio      |
| ----- | ----- | -------------------- | ------- | ------ | ----------- |
| 1     | 286   | Romina Ccuno         | 23 años | 100    | 3           |
| 2     | 471   | Dominique Schaefer   | 26 años | 54     | Sin cambios |
| 3     | 784   | Camila Soares        | 22 años | 16     | 1           |
| 4     | 1040  | Anastasia Iamachkine | 24 años | 8      | 1           |

| # PER | # ITF | Tenista            | Edad    | Puntos | Cambio      |
| ----- | ----- | ------------------ | ------- | ------ | ----------- |
| 1     | 223   | Romina Ccuno       | 23 años | 202    | Sin cambios |
| 2     | 679   | Dominique Schaefer | 26 años | 54     | 4           |
| 3     | 982   | Daianne Hayashida  | 22 años | 12     | 6           |
| 4     | 1126  | Camila Soares      | 22 años | 12     | 5           |

#### ITF Juniors
Top 3 del ranking al 20 de enero de 2020.
| # PER | # ITF | Tenista       | Edad    | Puntos | Cambio |
| ----- | ----- | ------------- | ------- | ------ | ------ |
| 1     | 43    | Dana Guzmán   | 22 años | 706.25 | 76     |
| 2     | 82    | Romina Ccuno  | 23 años | 520    | 5      |
| 3     | 207   | Camila Soares | 22 años | 248.50 | 7      |

### Clasificación masculina
| # PER | # ATP | Tenista                 | Edad    | Puntos | Cambio      |
| ----- | ----- | ----------------------- | ------- | ------ | ----------- |
| 1     | 61    | Juan Pablo Varillas     | 29 años | 806    | 33          |
| 2     | 399   | Nicolás Álvarez         | 29 años | 111    | 13          |
| 3     | 404   | Gonzalo Bueno           | 21 años | 110    | 13          |
| 4     | 465   | Jorge Brian Panta       | 29 años | 87     | Sin cambios |
| 5     | 557   | Arklon Huertas Del Pino | 30 años | 59     | 36          |

| # PER | # ATP | Tenista             | Edad    | Puntos | Cambio      |
| ----- | ----- | ------------------- | ------- | ------ | ----------- |
| 1     | 240   | Sergio Galdós       | 35 años | 235    | Sin cambios |
| 2     | 292   | Alexander Merino    | 32 años | 171    | 8           |
| 3     | 313   | Juan Pablo Varillas | 29 años | 154    | 3           |

| # PER | # ITF | Tenista             | Edad    | Puntos | Cambio |
| ----- | ----- | ------------------- | ------- | ------ | ------ |
| 1     | 49    | Juan Pablo Varillas | 29 años | 689    | 1      |
| 2     | 85    | Nicolás Álvarez     | 29 años | 559    | 48     |
| 3     | 171   | Mauricio Echazú     | 36 años | 364    | 15     |

| # PER | # ITF | Tenista                 | Edad    | Puntos | Cambio |
| ----- | ----- | ----------------------- | ------- | ------ | ------ |
| 1     | 15    | Alexander Merino        | 32 años | 1220   | 3      |
| 2     | 37    | Conner Huertas del Pino | 30 años | 975    | 11     |
| 3     | 39    | Arklon Huertas del Pino | 31 años | 945    | 14     |

#### ITF Juniors
Top 3 del ranking al 12 de agosto de 2019.
| # PER | # ITF | Tenista               | Edad    | Puntos | Cambio |
| ----- | ----- | --------------------- | ------- | ------ | ------ |
| 1     | 314   | Christopher Li        | 22 años | 175    | 2      |
| 2     | 358   | Sebastián Rodríguez   | 24 años | 156.25 | 3      |
| 3     | 504   | Rodrigo Montes De Oca | 22 años | 106    | 3      |

## Número 1 del ranking nacional por temporadas

### Individual masculino
| Año  | Fecha de publicación | Tenista                 | Edad | Ranking ATP | Cambio      |
| ---- | -------------------- | ----------------------- | ---- | ----------- | ----------- |
| 1997 | 29 de diciembre      | Alejandro Aramburu      | 28   | 303         |             |
| 1998 | 28 de diciembre      | Luis Horna              | 18   | 299         | Sin cambios |
| 1999 | 27 de diciembre      | Luis Horna (2)          | 19   | 180         | 119         |
| 2000 | 25 de diciembre      | Luis Horna (3)          | 20   | 132         | 48          |
| 2001 | 31 de diciembre      | Luis Horna (4)          | 21   | 138         | 6           |
| 2002 | 30 de diciembre      | Luis Horna (5)          | 22   | 85          | 53          |
| 2003 | 29 de diciembre      | Luis Horna (6)          | 23   | 64          | 21          |
| 2004 | 27 de diciembre      | Luis Horna (7)          | 24   | 38          | 26          |
| 2005 | 26 de diciembre      | Luis Horna (8)          | 25   | 84          | 46          |
| 2006 | 25 de diciembre      | Luis Horna (9)          | 26   | 63          | 21          |
| 2007 | 31 de diciembre      | Luis Horna (10)         | 27   | 73          | 10          |
| 2008 | 29 de diciembre      | Luis Horna (11)         | 28   | 108         | 35          |
| 2009 | 28 de diciembre      | Iván Miranda Chang      | 29   | 338         | Sin cambios |
| 2010 | 27 de diciembre      | Mauricio Echazú         | 21   | 481         | Sin cambios |
| 2011 | 26 de diciembre      | Duilio Beretta          | 19   | 392         | Sin cambios |
| 2012 | 31 de diciembre      | Duilio Beretta (2)      | 20   | 394         | 2           |
| 2013 | 30 de diciembre      | Duilio Beretta (3)      | 21   | 467         | 73          |
| 2014 | 29 de diciembre      | Duilio Beretta (4)      | 22   | 427         | 40          |
| 2015 | 28 de diciembre      | Duilio Beretta (5)      | 23   | 639         | 212         |
| 2016 | 26 de diciembre      | Juan Pablo Varillas     | 21   | 641         | Sin cambios |
| 2017 | 25 de diciembre      | Juan Pablo Varillas (2) | 22   | 493         | 148         |
| 2018 | 31 de diciembre      | Juan Pablo Varillas (3) | 23   | 350         | 143         |
| 2019 | 30 de diciembre      | Juan Pablo Varillas (4) | 24   | 143         | 157         |
| 2020 | 28 de diciembre      | Juan Pablo Varillas (5) | 25   | 158         | 15          |
| 2021 | 27 de diciembre      | Juan Pablo Varillas (6) | 26   | 129         | 29          |
| 2022 | 26 de diciembre      | Juan Pablo Varillas (7) | 27   | 105         | 24          |
| 2023 | 25 de diciembre      | Juan Pablo Varillas (8) | 28   | 83          | 22          |
| 2024 | 30 de diciembre      | Juan Pablo Varillas (9) | 29   | 209         | 126         |

## Torneos jugados en Perú
En el Perú se juegan diversos torneos de las diferentes categorías de la ATP y WTA. Los más importantes son el Challenger de Lima I (Directv Open) y el Challenger de Lima II (Copa Claro). Estos reparten 50 y 75 puntos respectivamente para el ranking ATP del ganador.
| Organización | Modalidad | Categoría           | Torneo             | Nombre oficial             | Última edición | Lugar    | Superficie    | Campeón actual        |
| ------------ | --------- | ------------------- | ------------------ | -------------------------- | -------------- | -------- | ------------- | --------------------- |
| ATP          | Masculino | ATP Challenger Tour | Challenger de Lima | Lima Challenger Copa Claro | 2023           | Lima     | Tierra batida | Luciano Darderi       |
| ATP          | Masculino | ATP Challenger Tour | Challenger de Lima | Directv Open Lima          | 2024           | Lima     | Tierra batida | Juan Manuel Cerúndulo |
| ITF          | Masculino | M15                 | M15 Lima           | Copa FDPT                  | 2019           | Lima     | Tierra batida | Oscar José Gutiérrez  |
| ITF          | Masculino | M15                 | M15 Arequipa       |                            | 2023           | Arequipa | Tierra batida | Álvaro Guillén Meza   |
| ITF          | Masculino | M25                 | M25 Lima           | Copa FDPT                  | 2020           | Lima     | Tierra batida | Facundo Argüello      |
| ITF          | Masculino | M25                 | M25 Trujillo       |                            | 2023           | Trujillo | Tierra batida |                       |
| ITF          | Femenino  | W15                 | W15 Lima           | Copa FDPT                  | 2019           | Lima     | Tierra batida | Noelia Zeballos       |
| ITF          | Femenino  | W40                 | W40 Arequipa       |                            | 2023           | Arequipa | Tierra batida |                       |